# Hamilton C. Jones
Hamilton Chamberlain Jones, född 26 september 1884 i Charlotte, North Carolina, död 10 augusti 1957 i Charlotte, North Carolina, var en amerikansk demokratisk politiker. Han representerade delstaten North Carolinas tionde distrikt i USA:s representanthus 1947–1953.
Jones studerade vid University of North Carolina at Chapel Hill och Columbia Law School. Han inledde 1910 sin karriär som advokat i Charlotte. Han arbetade som domare 1913–1919. Han var ledamot av delstatens senat 1925–1927.
Jones efterträdde 1947 Sam Ervin som kongressledamot. Han besegrades av republikanen Charles R. Jonas i kongressvalet 1952.
Jones avled 1957 och gravsattes på Evergreen Cemetery i Charlotte.